# Sýpka v Úvalně

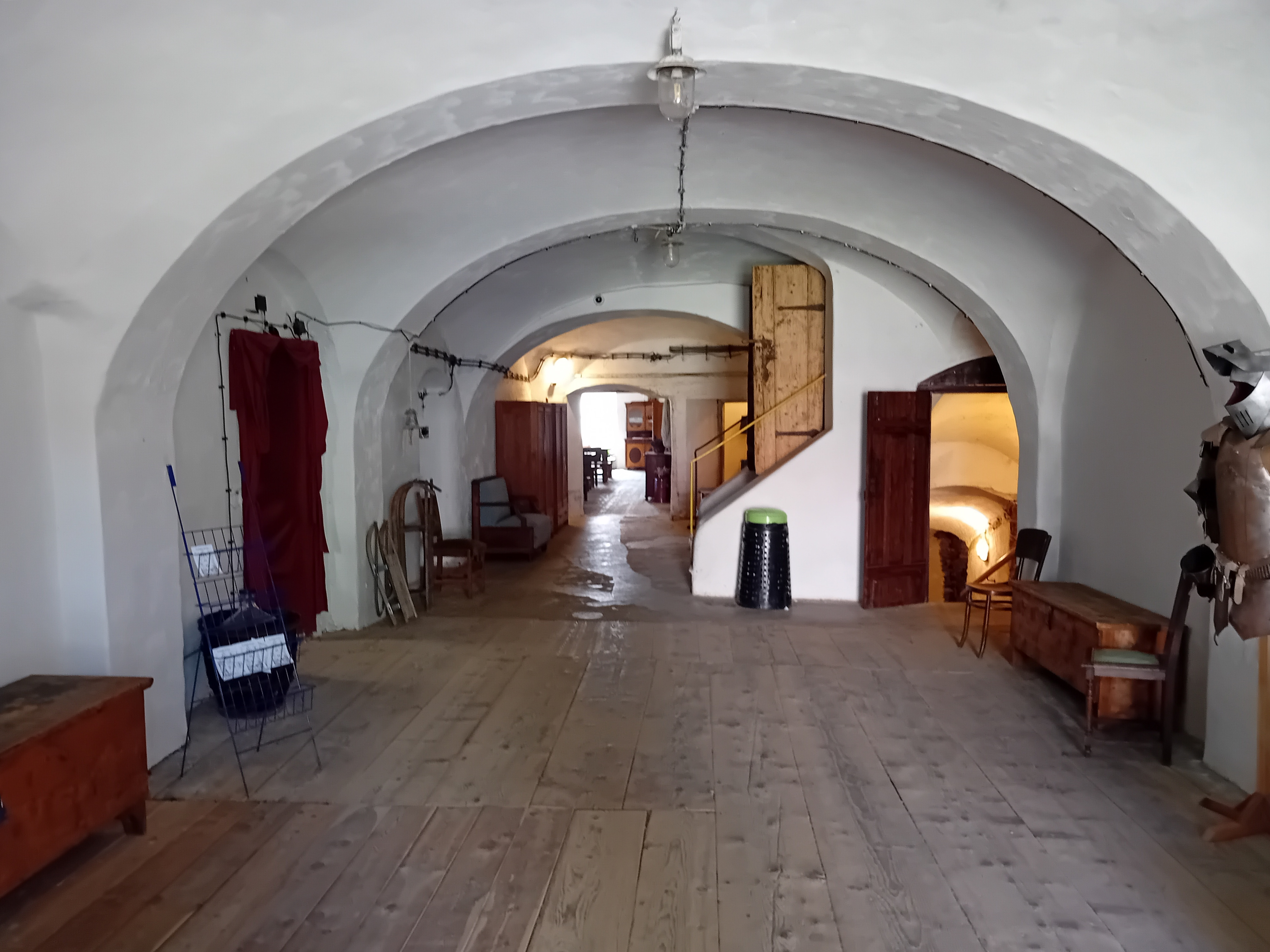
Vnitřní prostory

Barokní kontribučenská sýpka čp. 50 stojí na návsi obce Úvalno v okrese Bruntál naproti farnímu kostelu svatého Mikuláše. Objekt byl 13. září 1993 Ministerstvem kultury České republiky prohlášen kulturní památkou České republiky.

## Historie
Kontribučenská sýpka nebo také rychta byla postavena v roce 1699. Takovéto sýpky sloužily k uskladnění naturální daně (kontribuce), např. obilí, shromážděné od sedláků z celé obce (vesnice), které se pak odevzdalo panovníkovi nebo, pokud bylo nařízeno, nepříteli. Tyto sýpky se ale ve skutečnosti staly „železnou rezervou“ a zásobou pro celou vesnici na léta neúrody. Rozvoj kontribučenských sýpek nastal vydáním patentu Josefa II. z roku 1789 do roku 1864, kdy byla jejich funkce zrušena a budovy převážně sloužily k uskladnění obilí z polností panských dvorů.
Sýpka v Úvalně byla opravována v 19. a 20. století. Dochovaly se zde konstrukce a částečně zařízení mlýnice. V prvním desetiletí 21. století byla sýpka opravena, veřejnosti byla zpřístupněna v roce 2011. V objektu sýpky se nachází galerie, zrcadlové bludiště (to je dokonce větší než to pražské), labyrint dveří a je také využívaná pro společenské akce. Muzeum bylo zřízeno v budově fary č. 15.

## Popis

### Exteriér
Sýpka je zděná dvoupodlažní stavba na půdorysu obdélníku zakončená dvojicí souběžných valbových střech spojených dřevěným žlabem. Fasády jsou omítané členěné nárožními lizénami s šesti nepravidelně umístěnými okenními osami.

### Interiér
V pravé části přízemí jsou místnosti zaklenuté valenými klenbami s výsečemi, v levé části je trámový strop s podpěrami. V patře jsou dřevěné podlahy s otvory na zrno a trámové stropy. V podkroví jsou dřevěné vaznicové krovy. Střechou prochází dva mohutné komíny. Středem budovy vede schodiště. V přízemí jsou zachovány barokní dveře, v patře empírové.